# Synergiden

Schema eines Embryosacks bei Angiospermen
A Mikropyle
B Integument
C Eizelle
D Synergiden
E Polkerne
F Antipoden

Als Synergiden oder Gehilfinnenzellen werden bei den Bedecktsamern die beiden kleineren Hilfszellen des Embryosacks, seitlich der Eizelle, bezeichnet. Gemeinsam mit der Eizelle der Samenanlage bilden sie den Eiapparat, dieser liegt bei der Mikropyle (Keimmund, -loch). Im Kontext der doppelten Befruchtung haben die Synergiden eine wichtige Funktion inne. Der Pollenschlauch entleert sich in eine dieser Zellen, woraufhin die zwei in ihm befindlichen Kerne der Spermazellen zur Eizelle und dem Kern des Embryosacks gelangen können. In Experimenten konnte gezeigt werden, dass den Synergiden bei der Anlockung des Pollenschlauchs eine Hauptaufgabe zukommt.